# Округ Зайбуш
Округ Зайбуш (нем. Bezirk Saybusch, нем. Bezirk Żywiec, Живе́цкий уе́зд, пол. Powiat żywiecki) — административная единица коронной земли Королевства Галиции и Лодомерии в составе Австро-Венгрии, существовавшая в 1867—1918 годах. Административный центр — Живец.
Площадь округа в 1879 году составляла 11,1237 квадратных миль (640,06 км2), а население 87 766 человек. Округ насчитывал 71 поселения, организованные в 72 кадастровых муниципалитетов. На территории округа действовало 3 районных суда — в Живце, Милювке и Сьлемене.
После Первой мировой войны округ вместе со всей Галицией отошёл к Польше.